# Пиридин
Пириди́н (Py, ази́н, 1-азациклогекса-1,3,5-триен) — органическое вещество, шестичленный ароматический гетероцикл с одним атомом азота, бесцветная жидкость с резким неприятным запахом; смешивается с водой и органическими растворителями. Образует азеотропную смесь с водой, содержащую 59,5 % пиридина (по массе) и кипящую при атмосферном давлении при температуре 93,0 °C. Пиридин — слабое основание, дает соли с сильными минеральными кислотами, легко образует двойные соли и комплексные соединения.

## История открытия
Пиридин был известен ещё алхимикам, но первое письменное описание этого вещества было сделано шотландским химиком Томасом Андерсоном в 1851 году. Он обнаружил его при исследовании костяного масла, получаемого сухой перегонкой необезжиренных костей. Среди прочих веществ была получена бесцветная жидкость с неприятным запахом. В 1869 году Кёрнер в частном письме к Канниццаро высказал мысль, что пиридин можно рассматривать как бензол, в котором одна группа СН замещена азотом. По мнению Кернера, подобная формула не только объясняет синтезы пиридина, но, главным образом, указывает, почему простейший член ряда пиридиновых оснований имеет пять атомов углерода. Через год Дьюар независимо от Кернера пришел к той же формуле, которая затем нашла подтверждение и в работах других химиков. Позже изучением структуры пиридина занимались Томсен, Бамбергер и Пехман, Чамичан и Денштедт. В 1879 году А. Вышнеградский высказал мнение, что все растительные основания, возможно, являются производными пиридина или хинолина, а в 1880 году Кенигс даже предлагал называть алкалоидами только те растительные основания, которые могут рассматриваться как производные пиридина. Однако сейчас границы понятия алкалоиды значительно расширились.

## Получение
Основным сырьём для получения пиридина является каменноугольная смола.
Одним из методов промышленного синтеза пиридина и 2-алкилпиридинов, например, 2-метилпиридина является циклизация по Бённеманну. Она предполагает образование молекулы пиридина из двух молекул ацетилена и одной молекулы циановодорода или какого-либо нитрила в присутствии катализатора. Катализатором являются соединения кобальта, преимущественно, кобальтоцен:
Синтез 2,3-дизамещённых пиридинов может быть осуществлён через (Z)‐β‐аминоакролеин.

## Химические свойства
Пиридин проявляет свойства, характерные для третичных аминов: образует N-оксиды, соли N-алкилпиридиния, способен выступать в качестве сигма-донорного лиганда.
В то же время пиридин обладает явными ароматическими свойствами. Однако наличие в кольце сопряжения атома азота приводит к серьёзному перераспределению электронной плотности. В таких реакциях реагируют преимущественно мета-положения кольца.
Для пиридина характерны реакции ароматического нуклеофильного замещения, протекающие преимущественно по мета-положениям кольца. Такая реакционная способность свидетельствует о электроннодефицитной природе пиридинового кольца, что может быть обобщено в следующем эмпирическом правиле: реакционная способность пиридина как ароматического соединения примерно соответствует реакционной способности нитробензола.

## Применение
Применяют в синтезе красителей, лекарственных веществ, инсектицидов, в аналитической химии, как растворитель многих органических и некоторых неорганических веществ, для денатурирования спирта.

## Охрана труда
Пиридин ядовит, обладает раздражающим и общетоксическим действием, действует главным образом на нервную систему. Его ПДК в воздухе рабочей зоны 5 мг/м³. Порог восприятия запаха этого вещества может достигать 39 мг/м3 (среднее значение в группе).
Для защиты от пиридина следует использовать замену фильтров и изменение технологии и средства коллективной защиты.